# Medynia Łańcucka
Medynia Łańcucka – wieś w Polsce położona w województwie podkarpackim, w powiecie łańcuckim, w gminie Czarna.
W latach 1975–1998 miejscowość administracyjnie należała do województwa rzeszowskiego.

## Części wsi
| SIMC    | Nazwa   | Rodzaj    |
| ------- | ------- | --------- |
| 0647411 | Kępówka | część wsi |
| 0647428 | Kopiec  | część wsi |
| 0647434 | Malta   | część wsi |